# Tatra T1
I tram tipo T1 erano una serie di vetture tranviarie prodotte negli anni cinquanta dalla casa cecoslovacca Vagonka Tatra Smíchov, sulla base delle vetture tipo PCC, progettate negli Stati Uniti d'America prima della seconda guerra mondiale.
I T1 costituirono il primo modello di una lunga serie, nella quale si annovera il modello T3, prodotto in migliaia di esemplari per molti paesi del blocco orientale.

## Storia
Dopo la costruzione di un prototipo nel 1951, le unità di serie furono costruite dal 1952 al 1958 per le reti di Košice, Most, Olomouc, Ostrava, Plzeň, Praga, Rostov sul Don e Varsavia, per un totale di 287 unità.
Gli ultimi esemplari fecero servizio a Plzeň fino al 1981.